# SaferSurf
SaferSurf est un logiciel pour surfer sur internet en anonymat. En plus d'offrir l'anonymat sur Internet, il a plusieurs autres caractéristiques, comme un service de géolocalisation par proxy pour contourner les filtrages. Son slogan est "Tearing Down Country Borders in the Web" (Nous abattons les frontières des pays dans le Web). SaferSurf fonctionne sur un serveur central et n'a pas besoin d'une installation locale.
SaferSurf a été créé et développé par une équipe de Nutzwerk, une entreprise d'informatique allemande avec le siège social à Leipzig qui développe des technologies de l'internet, comme aussi le logiciel Delphish.
Il a obtenu la certification de TÜV en 2005, 2006, 2007, 2008 et 2009. Il a été testé pour une large gamme de virus et de fausses alarmes.

## Fonctionnement
SaferSurf offre diverses fonctionnalités:
- Détection des logiciels malveillants: Enquêtes en ligne potentiellement dangereuses passent par le proxy SaferSurf, qui examine toutes les données pour les logiciels malveillants avant qu'ils n'atteignent l'ordinateur. Si des données dangereuses ou indésirables sont détectées, elles sont éliminées du courant de données sur Internet.
- Protection de l'anonymat sur Internet: SaferSurf contacte les sites Web pour le compte de l'utilisateur, ce qui rend impossible la détection de l'adresse IP de l'utilisateur. Qui plus est, dès que l'utilisateur passe d'un site à l'autre, les informations sur sa provenance sont supprimées du flux de données. Enfin, Safersurf fournit une liste des "espions" connus.
- Protection contre le spam et l'hameçonnage des e-mails.
- Accès Internet plus rapide avec les serveurs à grande vitesse (1 Gbit).
- Accès aux sites bloqués: Unblock Stick permet à l'utilisateur de contourner les pare-feu et d'autres restrictions net sans avoir besoin de droits d'administrateur. Lorsque le mode privé est activé, le navigateur Web ne va pas préserver les traces de l'activité de l'utilisateur.
- Réglage de la durée de vie maximum des cookies.
- Il débloque des vidéos  de YouTube et d'autres portails médias: différents endroits de proxy de SaferSurf contourner les restrictions des pays, tandis que les sites conservent leur pleine fonctionnalité à cause du SSL-proxy spécial qui charge le site directement en utilisant une connexion cryptée. La fonction de géolocalisation permet à l'utilisateur d'adopter l'adresse IP d'un pays spécifique.
- L'adresse IP de l'utilisateur n'est pas mémorisée: De cette façon, même SaferSurf ne peut pas associer l'utilisateur avec le contenu.

## Réception
Lorsque SaferSurf a été publié en 2003., les médias ont d'abord noté sa vitesse. Hamburger Abendblatt a écrit: "Surfez jusqu'à dix fois plus vite sans virus - c'est le service offert par la société Nutzwerk. (...) Même avec une connexion modem lente, les données arrivent plus vite (...)" Smartphone & Pocket PC a commenté: "En effet, avec l'aide de SaferSurf Speed, les pages web apparaissent jusqu'à trois fois plus vite (...) SaferSurf Speed fonctionne indépendamment du FAI ou connexion Internet (modem standard, RNIS, DSL, les communications mobiles, LAN etc.) que vous utilizes." 
D'autres médias ont donné plus de poids à l'anonymat et la protection. Le magazine informatique de Bild a testé plusieurs programmes pour l'anonymat sur Internet et cité "anonymisation fiable" parmi les avantages de SaferSurf. Dans la même année, Macworld a fait l'éloge de son service de filtrage de spam.